# 金星工程

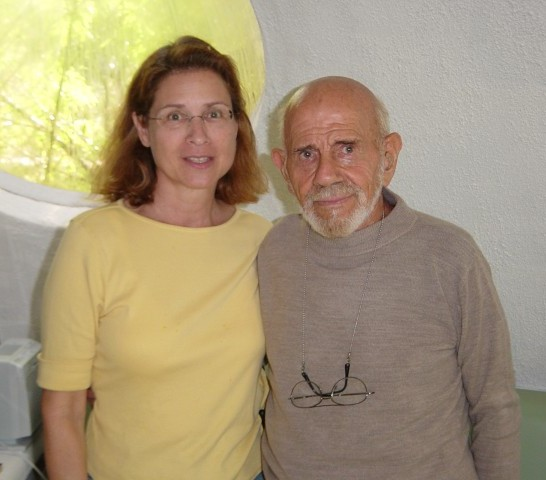
未來學家雅克‧法斯科 (右) 与Roxanne Meadows

新世界藍圖

維納斯計劃（英語：The Venus Project，或稱爲金星工程）是一個非營利組織，由身為建築工程師、工業設計師、未來學家的雅克·法斯科發起。該組織提倡應用「資源導向型經濟」來取代目前的金融貨幣體系，以改善當今社會的運作模式。該經濟理論為一套完全不同於現代的社會價值觀，利用現代科學技術來建立一個永續發展的社會經濟型態。其中包括利於永續發展的都市、能源有效運用（Energy Efficiency）、以及進行對自然資源的合理應用，來減少人類對自然環境的破壞。並利用先進的自動化技術完全取代原始的人力勞動生產，以確保各種物資不虞匱乏，提高地球的可承受人口的數量。更重要的是摒棄金錢、以物易物、或者任何交易行為。人類工作目的不再是為了金錢利己，或是為了在現代社會下求生存，而是為更高一層的理想實現以及全人類的福祉而努力。
此計劃名稱是取自於其研究中心的位置，美國佛羅里達州，維納斯社區。研究中心擁有二十五英畝的土地，且擁有十個實驗性建築，由法斯科親手設計。建築內展示維納斯計畫所有相關的詳細資訊，作為參觀導覽用。如計畫中的都市藍圖、模型，其內容包含了都市的交通、生產系統，以及正在開發中的替代能源等。

## 外部連結
- 金星計劃 （英文）
- The Pangea — 希臘的激進主義 （页面存档备份，存于） （英文） 和 （希腊文）
- FUTURAGORA — 葡萄牙的激進主義 （页面存档备份，存于） （葡萄牙文）
- Civilisation 2.0 — 法國的激進主義 （页面存档备份，存于） （法文）
- 未來的設計DVD, 由William Gazecki導演 （页面存档备份，存于） （英文）

27°04′25″N 81°25′51″W / 27.073667°N 81.43079°W